# Mezősolymos
Mezősolymos (románul: Stupini) falu Romániában, Erdélyben, Beszterce-Naszód megyében.

## Fekvése
Tekétől délnyugatra fekvő település.

## Története
Mezősolymos Árpád-kori település. Nevét már 1270–1272 között említette oklevél S[ulumus] néven (Er I. 302).
Egy 1297 ből fennmaradt foltos oklevél szerint egy Erked, Oroszfája és Köbölkút között fekvő földet, amely ezek szerint Solymos területén fekhetett, még V. István király adott Fatai Hermannak; fiai viszont 1297-ben eladták 40 M-ért a
rokon Miklósnak és Gergelynek. 1318-ban királyi birtok, ekkor Károly Róbert király a Kácsik nemzetségből való Mihály fia Péternek adományozta (Gy 3: 370).
Későbbi névváltozatai: 1397-ben Olahi de Solmus; 1398-ban volachi de Solmus; 1443-ban p. Solmos; =: p. Solymos; 1457-ben p.
Solmos volacalis; 1464-ben p. Olahsolmos, 1733-ban Sztupin, 1808-ban Solymos (Oláh-) h., Sztupin val; 1861-ben Oláh-Solymos (ekkor Kolozs vármegyéhez tartozott); 1888-ban Oláh-Solymos (Sztupin), 1913-ban  Mezősolymos.
1503-ban p. Solmos a Szécsényi, Salgai, Bánffy, Losonczi, Hunyadi, Várdai, Toldalagi családok birtoka volt. 1473-ban és 1502-ben Solymos Szobi Mihály birtoka volt.
A trianoni békeszerződés előtt Kolozs vármegye Tekei járásához tartozott.
1910-ben 755 lakosából 13 magyarnak, 8 németnek, 754 románnak vallotta magát. Ebből 745 görögkatolikus, 8 görög keleti ortodox, 12 izraelita volt.

## Források

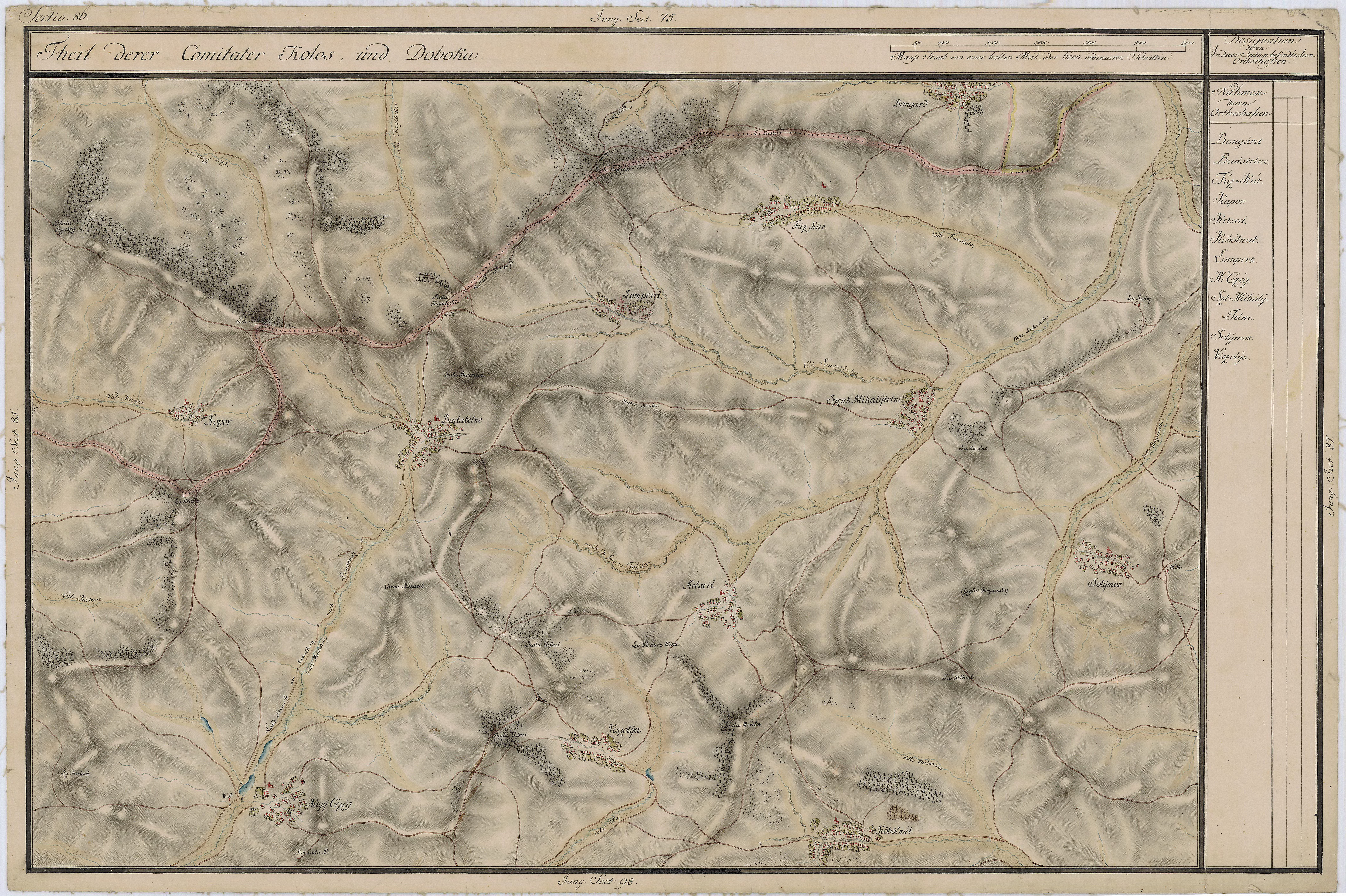
Mezősolymos és környéke egy régi térképen